# 3 × 3 عيون
3 × 3 عيون (بالإنجليزية: 3×3 Eyes)‏ هي سلسلة مانغا يابانية من تأليف يوزو تاكادا نشرت في مجلة يونغ الأسبوعية في الفترة من 1987 حتى 2002. فازت المانغا في عام 1993 بجائزة كودانشا للمانغا في فئة الشونن.